# M115榴彈炮
M115 203mm榴彈砲，又稱M115 8吋榴，是一種美國陸軍設計的榴彈砲。原始代號8吋榴彈砲 M1，目的是建造一種與納粹德國17 cm K 18加農炮性能平級的榴彈砲。M115可以用M4高速牽引車或其它運能相等的重型卡車（二戰時使用麥克7噸半載重車）作為機械化砲兵使用，但美軍較常將它自走炮化配合較高標準的機械化作戰節奏運用。

## 簡介
美國研發8吋榴彈砲的戰術定位概念可以追溯至第一次世界大戰英國提供之BL 8英吋榴彈炮 MkVI – VIII，美國在當時獲得英國授權生產，並獲得相關技術支援，美國歐洲遠征軍當時就採用了授權版的榴彈砲前往歐洲助戰。當時稱為MK.VI式8吋榴彈砲。可以說是美軍使用8吋榴彈炮的先河，一戰後美軍進行下一代陸軍炮兵規格評估作業中，8吋重榴彈炮也被列入需求項目之一。
M115榴彈砲的發展始於1919年，最初代號M1920 8吋榴彈砲，但是研發在1921年即因一戰後裁軍及預算樽節而取消；1927年起，與155公厘加農砲共用炮架、機械化拖曳設計的研究使203公厘榴彈砲再度重啟，第一門代號T2 8英吋榴彈砲原型可能在1931年完成，但是砲管因使用離心鑄造法製造，受制於冶金技術的研發經費因大蕭條造成了研發中斷，致此本型重砲的研究第二度遭到耽擱；自1939年戰爭趨勢逐漸明朗化後，陸軍各式火砲才陸續得到足夠資源重啟研製，新砲管捨棄離心鑄造工藝技術，使用更先進的冷鍛工藝打造，同年代號T3的原型砲才在亞伯丁實驗場測試；相較運用同型砲架155加農砲在1938年已陸續完成研製，203公厘榴彈砲在開發順位上遲於155加農砲。
203榴彈砲於1940年完成測試，稱8英吋榴彈砲 M1。 但同樣受制於美軍生產規劃中讓155公厘火砲生產列入優先順位，8吋重砲生產優先序位上後於其它野戰火砲；直到1942年7月第一門量產之M115榴彈砲始撥交部隊，至1945年6月停產前，美軍共生產1,006門M115榴彈砲。
1942年撥交部隊後，8吋榴彈砲首場戰役運用在1943年11月義大利戰線，之後本型砲陸續投入二戰歐洲與亞洲戰場，但是受基礎支援設備限制，8吋榴彈砲主要使用在歐洲戰場。在1945年日本投降前，美軍已組建了59個使用8吋榴彈砲的重砲兵營，其中有38個營在西歐與義大利、3個營在太平洋戰場；美國海軍陸戰隊因強調輕裝化以利兩棲作業，所以對引進大噸位重砲有所躊躇，直到沖繩島戰役面對殘酷的攻堅需求後才向高層提出換裝8吋榴彈砲的需求，但在換裝結束前日本已投降，故在二戰中除了美國陸軍之外其它使用者幾乎沒有運用紀錄。到二戰結束後，部分8吋榴彈砲開始軍援美國盟邦，並在韓戰、越戰、克羅埃西亞獨立戰爭等持續運用。
至美軍新一代203公厘重砲服役後，M115作為軍援資產大量提供美國盟邦使用。
| M1榴彈砲生產概況 |      |      |      |      |       |
| 年分             | 1942 | 1943 | 1944 | 1945 | 總數  |
| 產量             | 132  | 142  | 554  | 178  | 1,006 |

二戰後，美國為203公厘重砲研發了W33核子砲彈；壽命尚未耗盡的M115榴彈砲後有部分移植供M110自走砲使用，但有大量的M115榴彈砲在1960年代轉移給美國盟邦，編制為軍團級支援武器運用。
1962年，美國陸軍進行裝備代號重編，M1／M2式8英吋榴彈砲統一更名為M115榴彈砲。

## 自走化
一如其它美軍通用火炮，在第二次世界大戰中M115榴炮便嘗試移植到履帶裝甲車作為自走炮使用，相關的改造測試始於1944年。在M110A2使用新型主炮之前，M115曾移植到各型戰車底盤下測試及服役：

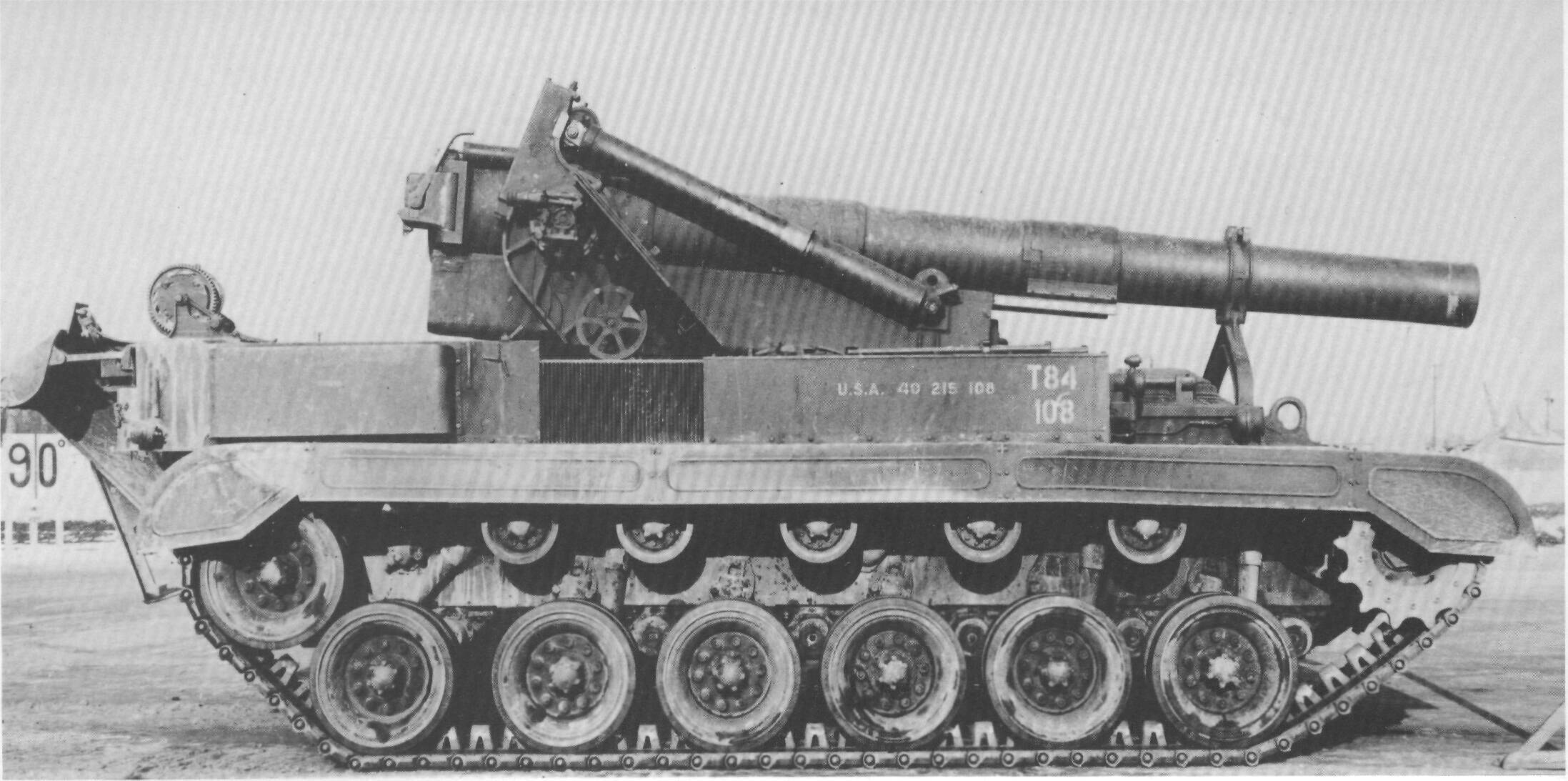
T84自走炮

T80自走炮：由T23中戰車底盤改造，未通過測試考評。

T84自走炮：由T26E1底盤改造，1945年生產1輛原型車測試，因1945年8月戰爭結束相關測試終止。

T83／T89自走炮：由M4中戰車底盤改造，相關設計借鑑M12自走砲與M40自走砲；在1944年8月155加農炮自走炮化的測試完成後，將原型車轉用改造。1944年下半年起完成75次全裝藥試射，美軍對測試結果予以肯定，並授以M43自走炮代號量產，1945年1月量產時原定生產576輛，但因1945年戰爭結束篩除訂單，只服役48輛，1945年9月第一批M43出廠，11月服役；其中一部分編成自走炮營，亦參與韓戰。

M55自走炮：由M47巴頓坦克底盤改造，自1950年代起服役。

M110自走炮：與M113裝甲車傳動裝置共用，重新設計車體，1961年起服役。

## 使用國
- 美国
- 英国
- 義大利  - 軍援獲得38門，於1962-1993年間服役，配發在第一重砲群（18門）、第九重砲群（18門）、教育單位（2門）
- - 軍援取得24門
- 丹麦 - 軍援取得12門，於1953-1992年間服役
- 中華民國 - 軍援取得70門，目前服役中，僅剩離島少數陣地部隊使用，其餘轉為後備，惟服役數量不明
- 伊朗 - 軍援取得20門，目前服役中，惟服役數量不明
- 土耳其 - 軍援取得162門，目前服役中，惟服役數量不明
- 巴基斯坦 -軍援取得28門，目前服役中，惟服役數量不明
- 大韓民國  - 非軍事區部署，2010年除役
- 西班牙—軍援取得24門。
- 日本 - 陸上自衛隊設立時美國軍援68門，1994年除役
- 苏丹 - 60門，部分由土耳其方轉移